# Aparício Basílio
Aparício Antonio Basílio da Silva (São Paulo, novembro de 1936 — 19 de outubro de 1992) foi um empresário brasileiro.

## Biografia
Pioneiro no ramo da perfumaria, fundou a marca "Rastro", na década de 1960 lançando o perfume com uma embalagem chamativa que conquistou o mercado, permanecendo até hoje.
Dotado de sensibilidade artística, era colecionador de obras de arte e presidente do Museu de Arte Moderna de São Paulo durante nove anos.
Testemunha e protagonista da ascensão da região elitista dos Jardins, foi um dos ícones da sociedade paulistana, e nome freqüente das colunas sociais: o colunista Nirlando Beltrão elegeu-o o homem mais elegante de São Paulo.
Aparício foi vítima de um crime hediondo, um latrocínio, e a morte brutal horrorizou a sociedade paulistana pela extrema violência e covardia.[carece de fontes?]
Dentre as várias homenagens a ele prestadas estão o "Troféu Aparício Basílio da Silva" e o nome Praça Aparício Basílio, ao local aonde veio a falecer.
O irmão, João Carlos Basílio da Silva, é um empresário do mesmo ramo e presidente da ABIHPEC e do SIPATESP.